# Froid
Pour les articles homonymes, voir Froid (homonymie).

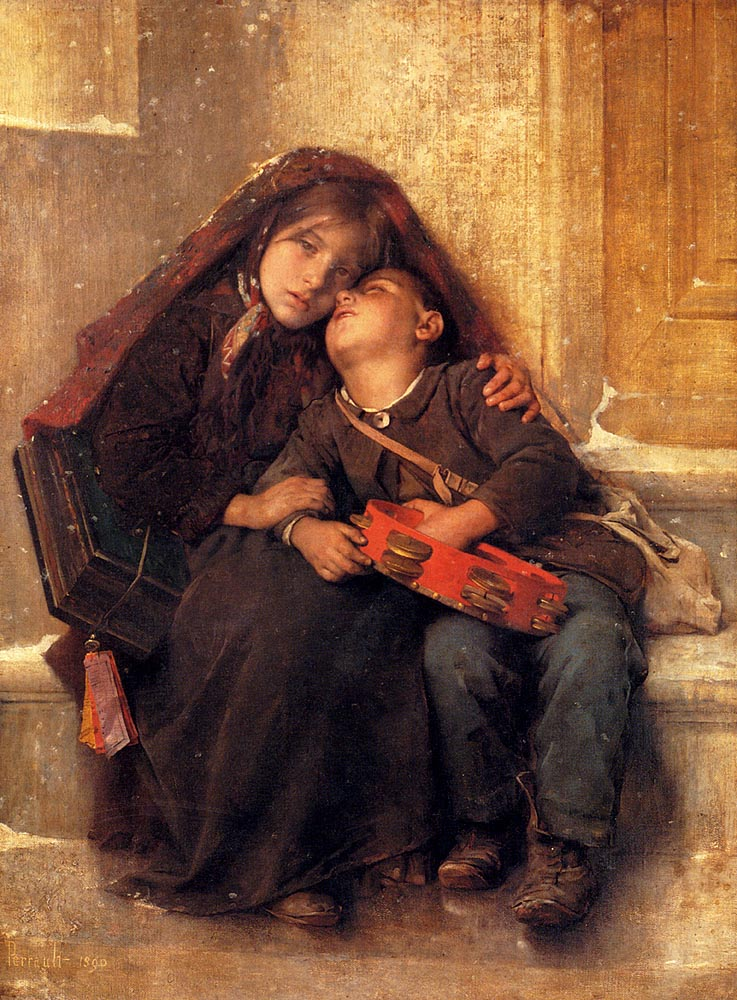
Dehors dans le froid, de Léon Perrault.

Le froid est contraire du chaud, associée aux températures basses. Il s'agit également d'un qualificatif relatif aux transferts thermiques : un corps est qualifié de « froid » s'il est en contact thermique avec un autre corps de température plus élevée et duquel il est susceptible de recevoir de la chaleur. Théoriquement, la plus basse température est le zéro absolu, qui est de 0 K sur l'échelle Kelvin et de −273,15 °C sur l'échelle Celsius. En pratique, le zéro absolu est inaccessible, du propre fait de sa définition.
Sur les climatiseurs et les robinets, le froid est représenté en bleu ou en vert, contrairement au chaud qui est représenté en rouge.

## Climat

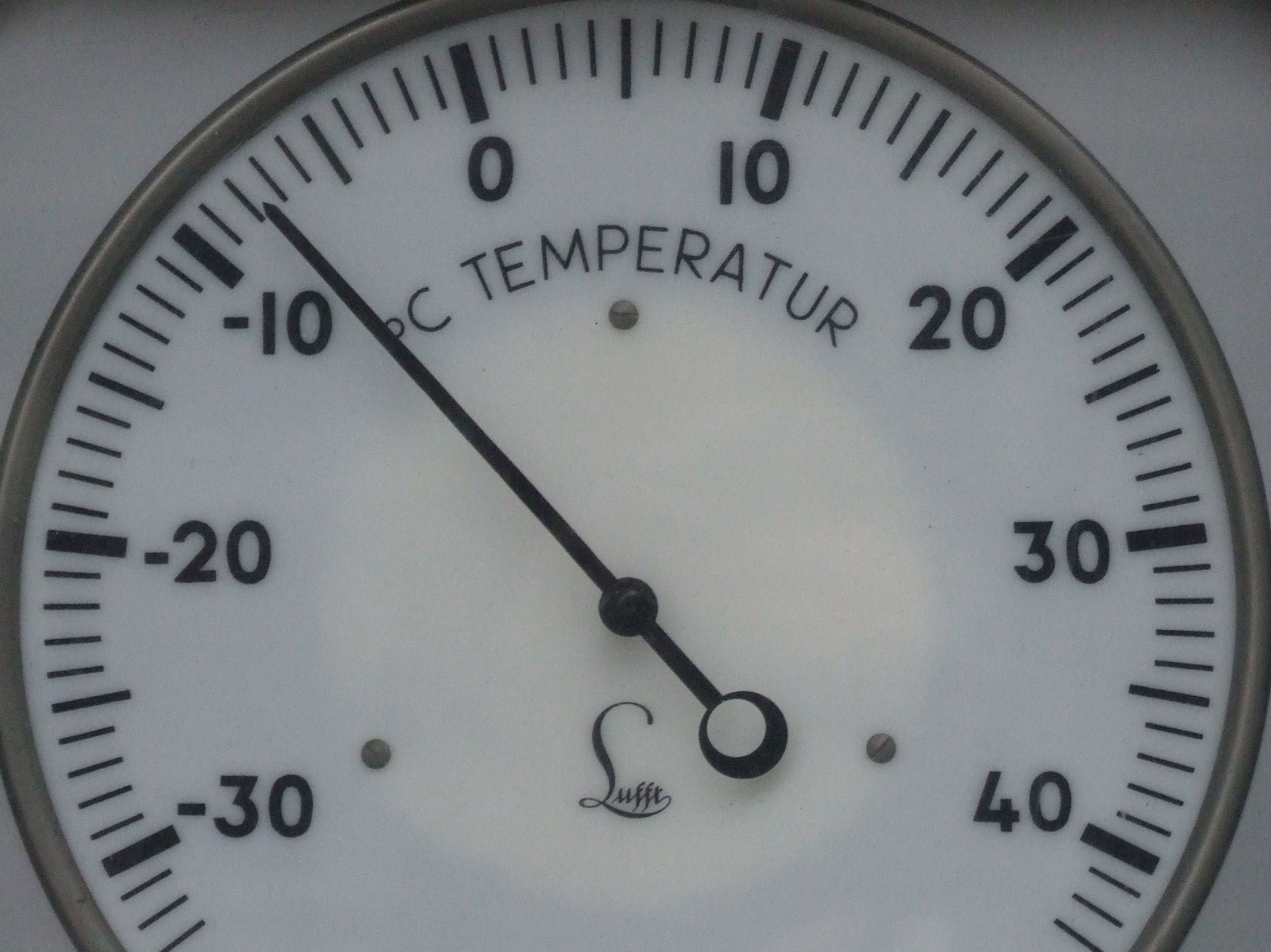
Thermomètre indiquant -8 °C.

En climatologie, le froid est lié notamment à la saison, à l'ensoleillement, l'effet de serre, au refroidissement éolien et à l'effet modérateur des océans et mers.
Le froid est associé à l'hiver. Il permet aux flocons de neige de se former dans le cas des précipitations lorsque la température est inférieure ou égale à 0 °C.

## Usages

### Outil de conservation

#### Froid naturel
C'est l'un des modes les plus commodes et les plus anciens de conservation.

##### Glace naturelle
Le froid nocturne dans l'ancien Orient produisait à la surface des eaux calmes de minces couches de glace qui étaient gardées dans des endroits frais. 
Les Romains faisaient venir de la glace récoltée sur les monts Apennins pour stocker dans des caves des boissons, des poissons du Rhin ou des huîtres d'Armorique. Les peuples nordiques enfouissaient dans la neige les denrées à sauvegarder. La glace naturelle pouvait être issue de régions froides (de glaciers, par exemple) et transportée à grands frais sur de longues distances. Elle pouvait aussi provenir de pièces d'eau gelée par des températures hivernales. Les transports étaient ainsi beaucoup plus courts. La glace devait néanmoins être stockée dans des « glacières » dont les parois devaient être thermiquement isolantes.
La glace naturelle pouvait aussi être produite, toujours de manière naturelle, mais à l'instigation de l'homme. C'était le cas dans des régions au ciel très clair, où la glace a pu très tôt être produite dans des bassins largement ouverts vers le ciel. Le rayonnement de l'eau vers le ciel permettait, dans certaines conditions atmosphériques, un refroidissement suffisant pour former de la glace.

##### Mélanges réfrigérants
Le médecin et historien de la médecine du Moyen-Âge, Ibn Abi Usaybi'a, relate l'utilisation de mélanges de certains sels et d'eau pour abaisser la température en Inde, dès le IVe siècle. L'usage du refroidissement de l'eau par l'emploi du salpêtre est cité par le médecin italien Zimara, en 1530. Giambattista della Porta évoque dans Magia naturalis en 1589 l'utilisation de mélanges de neige et de sels pour atteindre des températures encore plus basses.

#### Froid artificiel
On peut[style à revoir] refroidir artificiellement en effectuant le vide dans une chambre ou par des systèmes réfrigérants tels que les réfrigérateurs ou les congélateurs.
En 1685, Philippe de La Hire, physicien français, produit artificiellement de la glace en enveloppant d'ammoniac humide une toile pleine d'eau fraîche. Début XVIIIe siècle, sont utilisées des glacières en bois calorifugé comportant des réserves de glace. Début XIXe siècle, l'usage se répand dans les familles de « glacières » fondées sur ce principe. Les propriétés caloriques de la liquéfaction des gaz sont mises en évidence par les physiciens britanniques John Leslie (1811) et Michael Faraday (1823).
En 1851, l'Américain John Gorrie met au point une « machine à fabriquer la glace ». En 1860, l'ingénieur Ferdinand Carré construit un appareil réfrigérant propre à fabriquer de la glace à grande échelle. Procédé qui sera utilisé par un autre ingénieur français, Charles Tellier, pour équiper des navires avec des cales dites « frigorifiques » propres à transporter de la viande congelée (ligne transatlantique : Amérique du Sud-Europe).
L'usage de réfrigérateurs domestiques se développe à partir de 1920 aux États-Unis (marque « Frigidaire » en 1922) et se diffuse en Europe vers 1935.

### Froid et climatisation
La climatisation est une technique utilisée pour modifier les conditions climatiques d'un environnement pour des raisons de confort ou d'obtention de conditions particulières, propres à favoriser un objectif déterminé (usage professionnel et/ou industriel).

## Histoire dans la médecine

### Antiquité
Selon les théories humorales — une première élaborée par Hippocrate et une deuxième renchérit par Galien — s'inscrivant dans la médecine de ce moment, les fluides (humeurs), appelés subséquemment le sang, le flegme, la bile noire et la bile jaune, s'associent à une complexion qui est le propre de chaque individu, elle-même associée à un tempérament particulier. Dans sa théorie des humeurs, Hippocrate avance l’idée selon laquelle les humeurs sont fondamentales à la santé et à la maladie. Galien, lui, va plus loin et associe les humeurs à des organes du corps humain et à des tempéraments. Galien semble relier expressément la tête à la qualité du froid ; le mucus ou le flegme, une humeur cardinale fondamentalement froide, serait associé au cerveau. Caractérisant l'eau et la terre, le froid est effectivement une qualité fondamentale au fonctionnement des humeurs.

### Moyen Âge
La médecine médiévale en Occident reprend l’interprétation de la médecine hippocratique et galénique. De manière générale, l’individu du Moyen Âge adjoint le froid au principe du ralentissement, voire de la fin en soi. L’hiver est froid et synonyme de la mort, tout comme l’est le corps froid. Plus précisément en médecine, Avicenne avançait notamment que le souffle froid sorti de la bouche ou du nez montre que la mort approche. Roland l’Écrivain (XVe siècle), lui, avançait qu’un excès de froid promeut le repos et le calme. Le froid semble donc exercer une influence certaine sur la médecine médiévale.

## Effets sur la santé

### Réponse physiologique

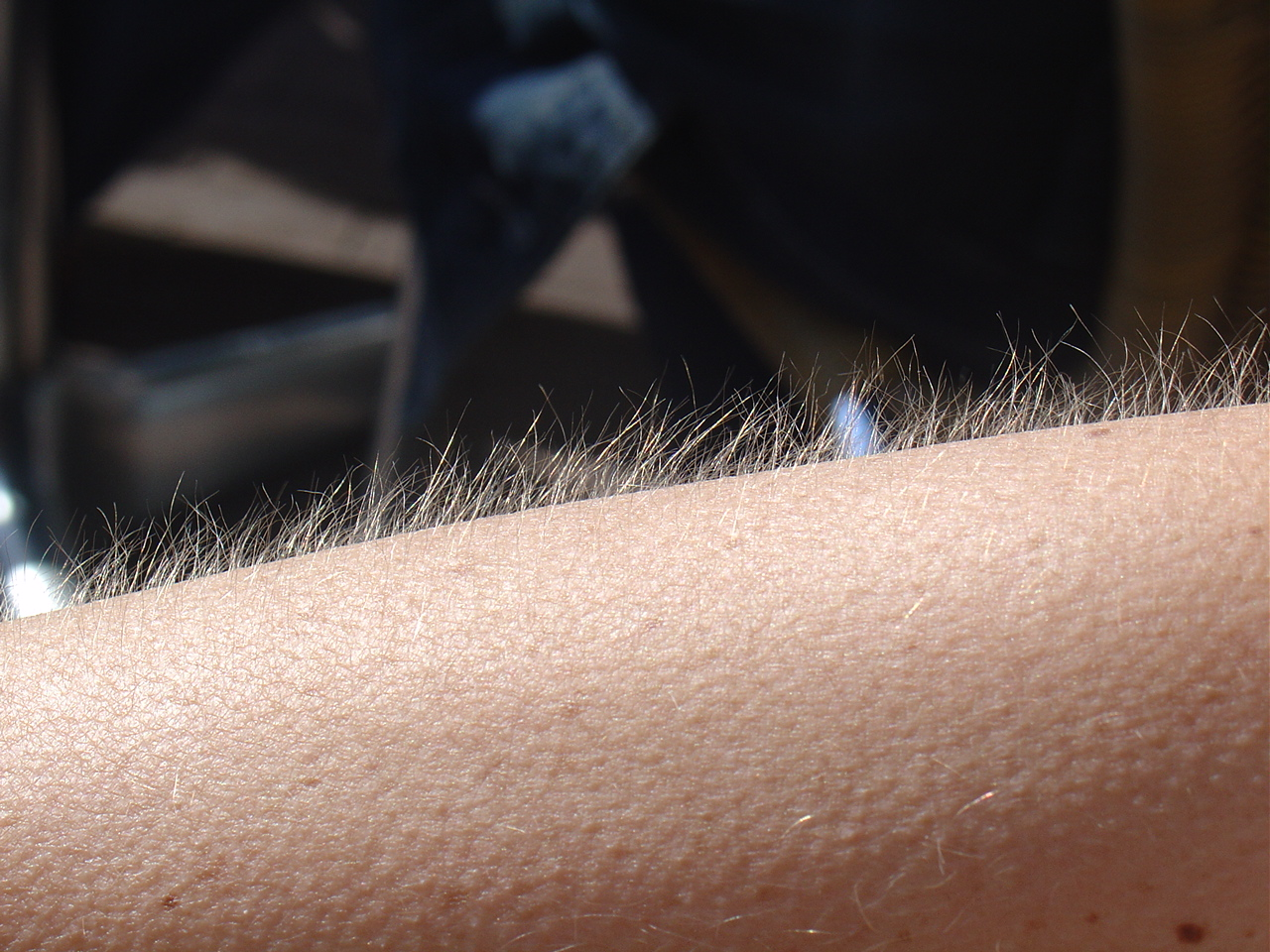
La « chair de poule », réaction physiologique au froid.

L'être humain est homéotherme, c'est-à-dire qu'il régule lui-même sa température par différents mécanismes, à la différence des poïkilothermes qui régulent leur température par la chaleur présente dans leur environnement.
Le froid déclenche une réponse thermorégulatrice de la part du corps humain. En effet l'organisme régule sa température interne entre des valeurs compatibles avec la vie (ni trop élevées pour éviter la rupture de certaines liaisons chimiques comme les liaisons hydrogène ce qui dénatureraient les protéines, ni trop faibles ce qui rendrait l'agitation moléculaire insuffisante pour assurer les réactions chimiques nécessaires à la vie). Les limites usuelles de la normothermie vont de 36,5 à 37,5 °C mais l'on peut observer d'importantes variations dues à une fièvre, des températures très froides, un exercice intense, et au cycle menstruel pour les femmes. Ainsi l'organisme, et plus précisément l'hypothalamus, détermine un point de consigne (il est proche de 37 °C) qui est une valeur optimale pour l'ensemble des fonctions vitales. L'hypothalamus se comporte comme un thermostat maintenant un équilibre entre pertes et production de chaleur. Si la température évolue en dessous de 37 °C l'organisme met en route des mécanismes de thermogenèse (gain de chaleur).
Des thermorécepteurs permettent d'enregistrer cette baisse de température. Ils peuvent être centraux, situés dans les structures corporelles profondes (organes thoraciques, organes abdominaux, tronc cérébral, moëlle épinière et hypothalamus) qui doivent être impérativement maintenus à une température constante. Ce sont les plus sensibles : ils enregistrent une variation à 0,01 °C près. Il en existe également des périphériques dans la peau qui enregistrent des variations de 0,2 °C. Une baisse de température entraîne des influx de ces voies afférentes vers le centre intégrateur : l'hypothalamus qui exerce ses effets via le système nerveux autonome en agissant sur le débit sanguin, le tissu adipeux, le métabolisme...
Ainsi, lors d'une exposition au froid, la température devient inférieure au point de consigne. L'hypothalamus agit sur plusieurs mécanismes de thermogenèse. Il réduit la déperdition de chaleur à la surface du corps : vasoconstriction cutanée via le système nerveux sympathique (les catécholamines agissent sur les récepteurs adrénergiques alpha-1). Cette vasoconstriction vise à diminuer les échanges thermiques entre le milieu cutané et le milieu froid et ainsi évite une perte trop importante de chaleur. Ces échanges se font surtout par radiation. On note[style à revoir] aussi une horripilation mais ce mécanisme n'est pas très efficace chez l'homme. L'hypothalamus augmente également la production de chaleur : par l'activité musculaire (les frissons qui sont des successions de secousses cloniques de la musculature striée ne fournissant aucun travail mécanique, toute l'énergie étant libérée sous forme de chaleur ; les contractions volontaires...). Les catécholamines libérées par le système nerveux sympathique ont pour but d'augmenter le métabolisme par lipolyse et glycogénolyse et ainsi augmenter la production de chaleur.

### Bienfaits
Le froid possède des bienfaits. Au niveau alimentaire, il permet une excellente conservation des aliments. Au niveau santé, il est revigorant pour la peau (dans le cas d'un froid sec), mais aussi anesthésiant en agissant sur les nerfs. Au niveau sanitaire, il éradique certains insectes et parasites nuisibles à l'Homme et aux récoltes.

### Maladies
Le froid peut aussi causer divers symptômes aux organismes vivants : hypothermie, brûlure au froid (arrachement de la peau contre une surface gelée en raison du gel de la peau contre la surface gelée) et engelure. Différentes études ont également montré que le froid favorisait les troubles musculosquelettiques 
Il est suspecté depuis des siècles de favoriser l'inflammation des voies respiratoires (bronchite) pourtant, l'air arrive à la température corporelle au niveau des bronches.Il favoriserait aussi la transmission de maladies virales respiratoires (rhume, grippe), en fragilisant les sinus. À ce jour[Quand ?], aucune étude scientifique n'a permis de démontrer un lien de cause à effet entre exposition à des basses températures et sensibilité aux virus ou aux infections des voies respiratoires.